# Zinha Vaz
Francisca Maria Monteira e Silva Vaz Turpin, más conocida como Zinha Vaz (Bissau, 4 de octubre de 1952), es una política y activista por los derechos de las mujeres de Guinea-Bissau. Ha sido miembro de la Asamblea Popular Nacional durante varios períodos del Movimiento de Resistencia de Guinea-Bissau-Bafatá, así como asesora presidencial. 
En 1999 se desempeñó durante un breve período como alcaldesa de la ciudad capital, Bissau. Fue encarcelada por motivos políticos durante tres años durante la década de 1970 y en 2003 nuevamente durante varios días. En 2004 fundó la Unión Patriótica de Guinea, convirtiéndose en la primera mujer en Guinea Bissau en fundar un partido. En las elecciones presidenciales de 2009, se postuló como candidata siendo la única mujer que concurrió a las elecciones. Ocupó el noveno de once puestos. Fue embajadora en Gambia hasta 2012.

## Biografía
Zinha Vaz nació el 4 de octubre de 1952 en la ciudad capital de Bissau y se formó en Portugal. Se diplomó en educación en el Instituto Superior de Ciencias Educativas y en sociología del Instituto Superior de Ciências do Trabalho e da Empresa (1980-1984).  De 1990 a 1993 realizó un curso de formación de formadores de administración pública en São Paulo, Brasil, en la Fundación de Desarrollo Administrativo. Trabajó como maestra de escuela primaria en Portugal y Guinea-Bissau. Posteriormente trabajó para la empresa estatal de gas y petróleo DICOL como tesorera, jefa de personal y directora de administración y más tarde en la LDA.

### Trayectoria política
Durante la década de 1970, Zinha Vaz criticó el sistema de partido único establecido por el Partido Africano para la Independencia de Guinea y Cabo Verde (PAIGC) después de la independencia de Guinea-Bissau de Portugal en 1974. Durante el periodo que lideró el presidente Luís Cabral estuvo encarcelada entre 1977 y 1980 Después de salir de prisión Zinha Vaz continuó con su activismo político. En 1986 tuvo lugar la ejecución de seis importantes figuras políticas, entre ellos el primer vicepresidente y ministro de Justicia Paulo Correira y el exfiscal general Viriato Pã acusados de intentar un golpe de Estado. Zinha Vaz se convirtió en figura fundadora del Movimiento de Resistencia de Guinea-Bissau-Bafatá (RGB-MB). 

#### Resistencia del Movimiento Guinea-Bissau-Bafatá
Después de las primeras elecciones multipartidistas en 1994, se convirtió en miembro de la Asamblea Popular Nacional por el RGB-MB. El RGB-MB fue el partido de oposición más grande en el parlamento, conquistando 19 de 100 escaños. Zinha Vaz fue una de las diez mujeres legisladoras. Dos de sus familiares también conquistaron escaños para el RGB-MB, su hermano Fernando Vaz y el primo Hélder Vaz Lopes . Como miembro del parlamento, Zinha Vaz se centró en la lucha contra la corrupción y el abuso de poder por parte de funcionarios gubernamentales. También trató de promover el papel de la mujer en la sociedad de Guinea-Bissau.  Como miembro de la Comisión Permanente de la Asamblea Popular Nacional, Zinha Vaz intentó mediar entre el presidente João Bernardo Vieira y el general de brigada y líder golpista Ansumane Mané en la Guerra Civil de Guinea-Bissau de 1998-1999. 
En abril de 1999, Zinha Vaz fue nombrada alcaldesa de la capital, Bissau . Su nombramiento generó tensiones en la ciudad de Bissau, ya que se esperaba que se nombrara al secretario general del PAIGC, Paulo Medina. Los soldados bloquearon una calle y colocaron barricadas. Medina había sido anteriormente alcalde de la ciudad. Después de que Zinha Vaz fuera nombrada alcaldesa, intentó ingresar a los edificios para recuperar documentos. Cuando Zinha Vaz intentó entrar en el ayuntamiento, fue detenida por 24 soldados armados. Encontró que el ayuntamiento estaba en un estado de caos, sin acondicionadores de aire que su predecesor se llevó, los salarios no pagados durante un año y sin fondos. Como el municipio no tenía computadoras, ni fondos para comprarlas, Zinha Vaz preguntó a UNICEF si podía conseguirles computadoras viejas. Durante su tiempo en el cargo, también trató de actualizar el sistema de recolección de basura en la ciudad para disminuir la posibilidad de un brote de cólera.
Zinha Vaz fue reelegida para la Asamblea Popular Nacional el 28 de noviembre de 1999 y renunció a su puesto de alcaldesa. Durante las mismas elecciones generales Kumba Ialá del Partido por la Renovación Social ganó la Presidencia. Un gobierno de coalición bajo el primer ministro Caetano N'Tchama se estableció en 2000 con la ayuda de RGB-MB y Zinha Vaz fue nombrada Ministra de Estado Consejera para Asuntos Políticos y Diplomáticos del Presidente (febrero de 2000 a febrero de 2001).
Sin embargo, el gobierno de coalición cayó un año después cuando los políticos de RGB-MB en la Asamblea Popular Nacional lograron aprobar una moción de censura. Posteriormente se retiraron los cinco miembros de RGB-MB del gabinete, entre ellos su primo Hélder Vaz Lopes (Ministro de Economía y Desarrollo Regional) y el hermano Fernando Vaz (Secretario de Estado de Transportes). 
El 12 de febrero de 2003, Zinha Vaz fue detenida en la comisaría de Segunda Esquadra, sin embargo como todavía era miembro de la Asamblea Nacional Popular, tenía inmunidad y, por tanto, la detención fue ilegal. Había respondido a la difamación del presidente Kumba Ialá a su padre, João Vaz. Ialá había dicho que Vaz era un traidor del líder del movimiento nacionalista de Guinea-Bissau, Amílcar Cabral, a la PIDE portuguesa.  Zinha Vaz respondió diciendo que cuando Kumba Ialá todavía era miembro del PAIGC en 1986 había denunciado a las víctimas de las ejecuciones que llevaron a la fundación del RGB-MB. Zinha Vaz fue liberada de la cárcel dos días después de su arresto, tenía una prohibición de viajar hasta julio. Para Ialá, el incidente no tuvo más consecuencias, y tenía la intención de nombrar a Zinha Vaz como Ministra de Relaciones Exteriores el 31 de junio de 2003. Sin embargo, ella se negó.

#### Unión Patriótica de Guinea
En 2003, el RGB-MB se vino abajo y Zinha Vaz abandonó el partido junto a los miembros de su familia. Juntos fundaron la Plataforma Unida, que se disolvió cinco años después. Después de las elecciones a la Asamblea Popular Nacional de 2004, fundó la Unión Patriótica de Guinea, el primer partido en la historia de Guinea Bissau fundado por una mujer. No participó en las elecciones presidenciales de 2005, pero apoyó al candidato del PAIGC, Malam Bacai Sanhá. Sin embargo, perdió ante el expresidente João Bernardo Vieira, que había sido depuesto en la Guerra Civil de 1999-2000. La Unión Patriótica de Guinea fue el primer partido en Guinea-Bissau fundado por una mujer. La Unión Patriótica de Guinea compitió en las elecciones parlamentarias de 2008 pero no logró capturar ningún escaño, obteniendo el 0,61% del voto total.  Zinha Vaz fue la candidata del partido para las elecciones presidenciales de 2009, terminando noveno de once.
Posteriormente, Zinha Vaz fue nombrada embajadora en Gambia, y ocupó ese cargo hasta el 6 de noviembre de 2012.

## Derechos de las mujeres
Entre 1992 y 2002 Zinha Vaz fue fundadora y presidenta de la Asociación de Mujeres de Actividad Económica de Guinea-Bissau, así como del Popular Creditbank Bambaram. El Banco proporcionó fondos para las mujeres que trabajan en la sección informal de la economía. Entre 1994 y 1999, Zinha Vaz fue también presidenta de la Comisión Ad Hoc de Mujeres y Niños de la Asamblea Popular Nacional. Es autora de varias obras sobre mujer y desarrollo.